# Martha Borthwick

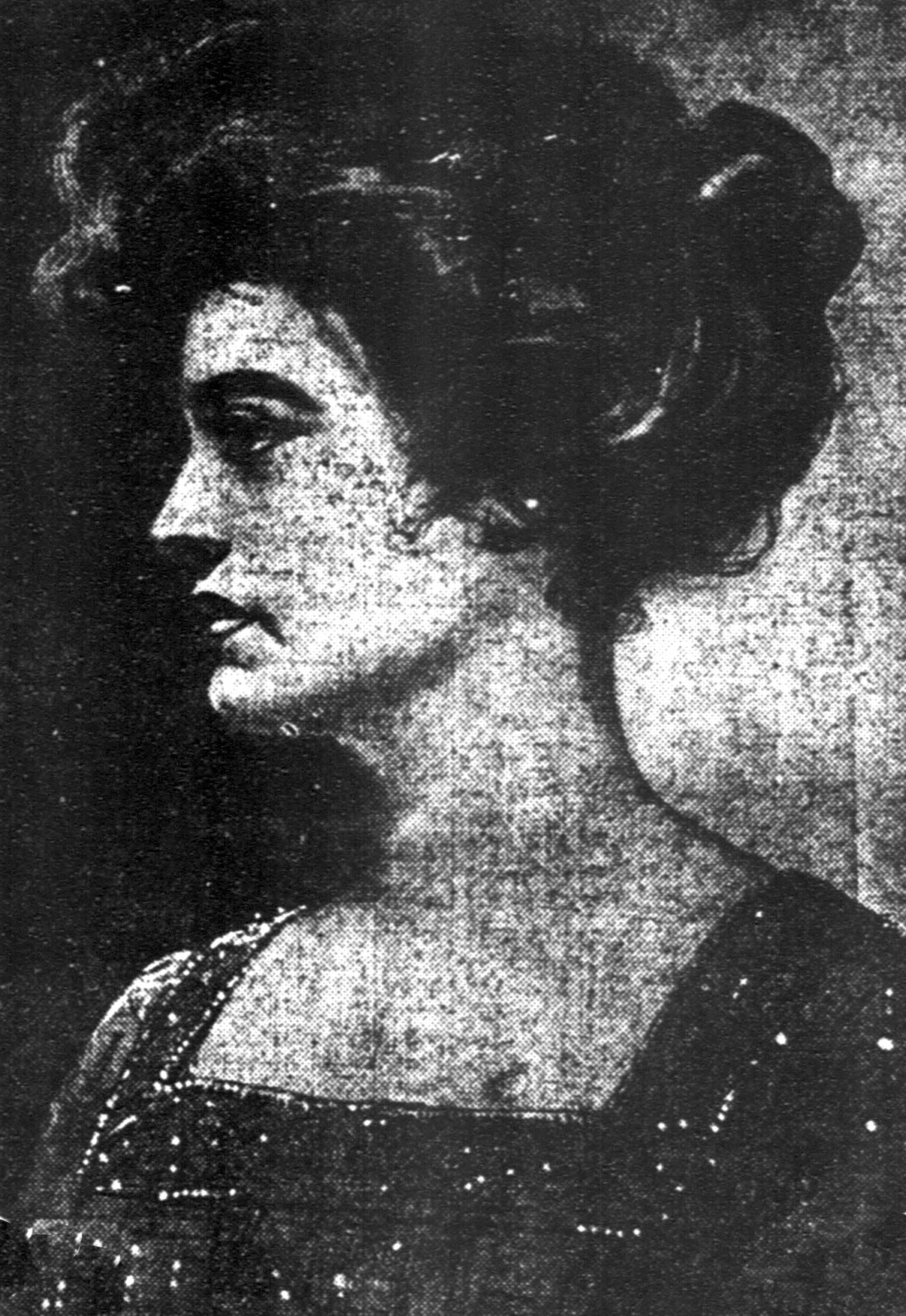
Martha Borthwick (1911)

Martha „Mamah“ Bouton Borthwick (* 19. Juni 1869 in Boone, Iowa; † 15. August 1914 in Spring Green, Wisconsin) war eine US-amerikanische Bibliothekarin und Übersetzerin. Sie wurde vor allem durch ihre Beziehung zu dem Architekten Frank Lloyd Wright bekannt, die mit Borthwicks Ermordung durch den Hausangestellten Julian Carleton endete.

## Leben
Martha Borthwick wurde am 19. Juni 1869 in Boone, Iowa, als Tochter des Eisenbahnmaschinisten Marcus Smith Borthwick (* 18. Dezember 1828 in Albany County, New York; † 21. April 1900 in Cook County, Illinois) und dessen Ehefrau Almira A. Bowcock Borthwick (* 19. Januar 1839; † 28. Januar 1898 in Cook County, Illinois) geboren. Martha Borthwick hatte noch zwei Schwestern, Jessie Octavia Borthwick Pitkin (* 1864, † 1901) und Elizabeth Viletta Bouton Borthwick. Als ihr Vater stellvertretender Leiter der Reparatur-Abteilung bei der Chicago and North Western Railway wurde, zog er mit seiner Familie nach Oak Park.
Martha Borthwick studierte an der Universität von Michigan Sprach- und Literaturwissenschaften und schloss das Studium 1892 ab. Während des Studiums lernte sie ihren späteren Ehemann Edwin Henry Cheney (* 13. Juni 1869; † 18. Dezember 1942) kennen, der an der Michigan-Universität Elektrotechnik studierte. Nach dem Studium arbeitete sie zunächst als Bibliothekarin in der Bibliothek von Port Huron, Michigan.
Im Jahr 1899 zog sie nach dem Tod ihrer Mutter zurück nach Oak Park und heiratete dort Edwin Cheney. Ab diesem Zeitpunkt hieß sie Martha Borthwick Cheney. Nachdem ihre Schwester Jessie 1901 bei der Geburt ihres ersten Kindes gestorben war, nahmen Martha und Edwin deren Tochter Jessie Borthwick Pitkin Higgins (* 1901, † 1983) in ihren Haushalt auf. 1902 brachte Martha Borthwick Cheney ihren Sohn John und 1905 die Tochter Martha zur Welt. Martha Borthwick besuchte Literaturseminare an der Universität von Chicago, unter anderem bei Robert Herrick.

## Affäre mit Frank Lloyd Wright
Edwin Cheney beauftragte 1903 den Architekten Frank Lloyd Wright damit, in Oak Park ein Haus für die Familie zu bauen, nachdem Martha Borthwick Cheney Wrights Ehefrau Cathrine in einem lokalen Frauenverein kennengelernt hatte. Das einstöckige Haus wurde im Juni 1904 fertiggestellt und ist heute als das Edwin-H.-Cheney-Haus bekannt. Es hatte eine Einliegerwohnung im Keller, in der Marthas Schwester Elizabeth Bouton Borthwick lebte.
Martha Borthwick Cheney begann eine Affäre mit Frank Lloyd Wright, die die beiden zunächst geheim hielten. 1909 verließen jedoch beide ihre jeweiligen Ehepartner und reisten gemeinsam nach Europa. Wright begründete die Reise offiziell mit einem Besuch bei dem Verleger Ernst Wasmuth in Berlin, mit dem er auf Vermittlung von Kuno Francke, Professor für Ästhetik an der Harvard-Universität, an einem Buch über seine architektonischen Entwürfe in den Jahren 1893 bis 1909 arbeitete. Die meiste Zeit lebte das Paar in Fiesole in der Nähe von Florenz. Martha Borthwick, die zu dieser Zeit bereits wieder ihren Mädchennamen führte, begann an der Übersetzung des Buches The Morality of Woman der schwedischen Feministin und Frauenrechtlerin Ellen Key aus dem Schwedischen ins Englische zu arbeiten. Nachdem Wright 1910 nach Amerika zurückgekehrt war, reiste Borthwick nach Schweden, um sich mit Ellen Key zu treffen.
Nach der Rückkehr nach Amerika wurde das Paar im Bekanntenkreis und in der Öffentlichkeit für die offen ausgelebte außereheliche Beziehung verurteilt. Wrights Ehefrau Catherine weigerte sich zudem, in eine Scheidung einzuwilligen. Der Skandal schädigte Wrights Ruf erheblich und für einen längeren Zeitraum, so dass er für mehrere Jahre keine größeren Aufträge mehr erhielt. Aufgrund der Anfeindungen in Oak Park, wo ihm die lokale Presse vorwarf, Schande über den Ort zu bringen, entschloss sich Wright dazu, ein Haus in Spring Green, Wisconsin zu bauen und mit Martha Borthwick Cheney dort zu leben. Seine Familie stammte aus dieser Gegend und er beauftragte seine Mutter, dort ein Grundstück für ihn zu kaufen.
Wright und Borthwick zogen Ende 1911 in das weitläufige Haus Taliesin ein. Dieses diente Wright gleichzeitig als Atelier. Er lebte hier zweieinhalb Jahre mit Martha Borthwick zusammen, die weiter an der Übersetzung der Schriften Ellen Keys arbeitete. 
Edwin H. Cheney willigte im August 1911 in die Scheidung ein, erhielt aber das Sorgerecht für die beiden gemeinsamen Kinder zugesprochen.

## Tod
Während Frank Lloyd Wright sich in Chicago aufhielt und dort die Bauarbeiten an den Midway Gardens beaufsichtigte, erschlug der Bedienstete Julian Carleton am 15. August 1914 Martha Borthwick und ihre beiden Kinder, die in den Sommerferien auf Taliesin zu Besuch bei ihrer Mutter waren und mit dieser auf der Terrasse des Hauses zu Mittag gegessen hatten, mit einer Axt. Er hatte zuvor die Läden des Esszimmers vernagelt, in dem sechs von Wrights Mitarbeitern das Mittagessen einnahmen. Nach dem Mord an Martha und ihren beiden Kindern verriegelte er von außen die Esszimmertür und legte Feuer in den Wohnräumen von Taliesin. Die durch die aufgebrochenen Fenster vor dem Feuer fliehenden Männer erschlug er einzeln mit der Axt.
Der Täter Carleton und seine Frau waren erst wenige Monate zuvor von Wright als Hausangestellter und Köchin eingestellt worden. Unter den Opfern waren neben Martha Borthwick auch ihre beiden Kinder John und Martha, außerdem ein Gärtner, der Kutscher Emil Brodelle, ein Mitarbeiter sowie der Sohn eines Mitarbeiters. Nur zwei Menschen überlebten die Katastrophe. Carleton floh nach der Tat, versteckte sich in der näheren Umgebung und schluckte Salzsäure, um sich selber zu töten. Er wurde aber lebend von herbeigeeilten Bewohnern des nahe gelegenen Dorfes gefunden, die ihn beinahe lynchten. Stattdessen wurde er in Polizeigewahrsam genommen und in das Gefängnis von Dogville gebracht, in dem er sieben Wochen nach der Tat trotz medizinischer Versorgung an Auszehrung starb. Das Motiv für die Tat konnte nie geklärt werden.
Frank Lloyd Wright wurde telefonisch über das Massaker informiert und reiste mit seinem Sohn John, der mit ihm zusammen an der Baustelle der Midway Gardens gearbeitet hatte, sofort von Chicago nach Spring Green. Im selben Zug fuhr auch Edwin Cheney mit, der ebenfalls über die Vorgänge informiert worden war.
Mamah Borthwick wurde auf dem Friedhof der nahe gelegenen Unity Chapel beigesetzt, die Wright für Jenkin Lloyd Jones entworfen hatte.
Frank Lloyd Wright baute das in großen Teilen durch das von Carleton gelegte Feuer zerstörte Anwesen unter dem Namen Taliesin II wieder auf, das allerdings im April 1925 erneut durch einen Brand stark beschädigt wurde.

## Rezeption
Der Schriftsteller T. C. Boyle schildert in seinem zwölften Roman Die Frauen. das Leben des Architekten Frank Lloyd Wright aus der Sicht eines fiktiven japanischen Assistenten sowie der vier Frauen, darunter auch Martha Borthwick, die sein Leben entscheidend prägten.
Die Beziehung zwischen Martha Borthwick und Frank Lloyd Wright ist Gegenstand des 2009 erschienenen Romans Loving Frank von Nancy Horan. Das Buch erschien 2011 unter dem Titel Kein Blick zurück in deutscher Übersetzung.
Die Beziehung von Frank Lloyd Wright zu Martha Borthwick sowie das Taliesin-Massaker sind Thema der 1993 in der Madison Opera in Wisconsin uraufgeführten englischsprachigen Oper Shining Brow des amerikanischen Komponisten Daron Aric Hagen.
William R. Drennan arbeitete die Ereignisse vom 15. August 1914 in dem Sachbuch Death in a Prairie House: Frank Lloyd Wright and the Taliesin Murders auf.

## Werk
- Ellen Keys: The Morality of Women and Other Essays. Aus dem Schwedischen ins Englische übersetzt von Mamah Bouton Borthwick, The Ralph Fletcher Seymour Co., Chicago 1911